# ヴァリオLF プラス
ヴァリオLF プラス（VarioLF plus）は、チェコの企業グループであるアライアンスTWが製造する部分低床式路面電車車両。従来の車両から台車を改良し、床上高さを抑えた形式である。この項目では、両方向形のヴァリオLF プラス/o（VarioLF plus/o）についても解説する。

## 概要

### 構造
アライアンスTWが展開している超低床電車（部分超低床電車）のヴァリオLFを基に開発された形式。中央部が床上高さ350 mmになっている片運転台の車体やプラグドアを用いた乗降扉など基本的な構造はヴァリオLFと同様だが、台車（動力台車）に枕梁に改良を加えた新設計の「コンフォート・プラス（KOMFORT PLUS）」を用いる事で台車上部の高床部分の床上高さが650 mmに抑えられており、その箇所に設置された乗降扉付近のステップは1段（高さ240 mm）のみに減少している。制御装置を始めとする電気機器はシュコダ電気（ŠKODA ELECTRIC a.s.）が製造した一方、主電動機のTAM 1003C/R（誘導電動機）はアライアンスTWの一員であるプラゴイメックスで開発されたものである。これらの機器はマイクロプロセッサによる分散制御によって管理および自動診断されている。

### ヴァリオLF プラス/o
オロモウツ公共交通会社が運営するチェコ・オロモウツの路面電車であるオロモウツ市電には、終端にループ線が存在しない系統が存在する。この線形に合わせる形で設計が実施されたのが"ヴァリオLF プラス/o"（VarioLF plus/o）である。電気機器や主要な車体構造はヴァリオLF プラスと同一だが、線形に対応するため車体右側の3箇所に加えて左側にも2箇所（中央・後方）乗降扉が増設されている。背中合わせに連結した2両編成での運用を前提としているが、片運転台車両として1両での運用も可能である。

## 導入都市
2020年現在、ヴァリオLF プラスの導入が実施されている都市は以下の通りである。
| ヴァリオLF プラス 導入都市一覧 | ヴァリオLF プラス 導入都市一覧 | ヴァリオLF プラス 導入都市一覧                     | ヴァリオLF プラス 導入都市一覧 | ヴァリオLF プラス 導入都市一覧 |
| 形式                           | 導入国                         | 都市                                               | 導入車両数                     | 備考・参考                     |
| ------------------------------ | ------------------------------ | -------------------------------------------------- | ------------------------------ | ------------------------------ |
| ヴァリオLF プラス              | チェコ                         | プルゼニ (プルゼニ市電)                            | 6両                            | [ 10 ]                         |
| ヴァリオLF プラス              | チェコ                         | モスト リトヴィーノフ (モスト・リトヴィーノフ市電) | 2両                            | [ 11 ]                         |
| ヴァリオLF プラス/o            | チェコ                         | オロモウツ (オロモウツ市電)                        | 14両                           | [ 12 ]                         |

## ギャラリー

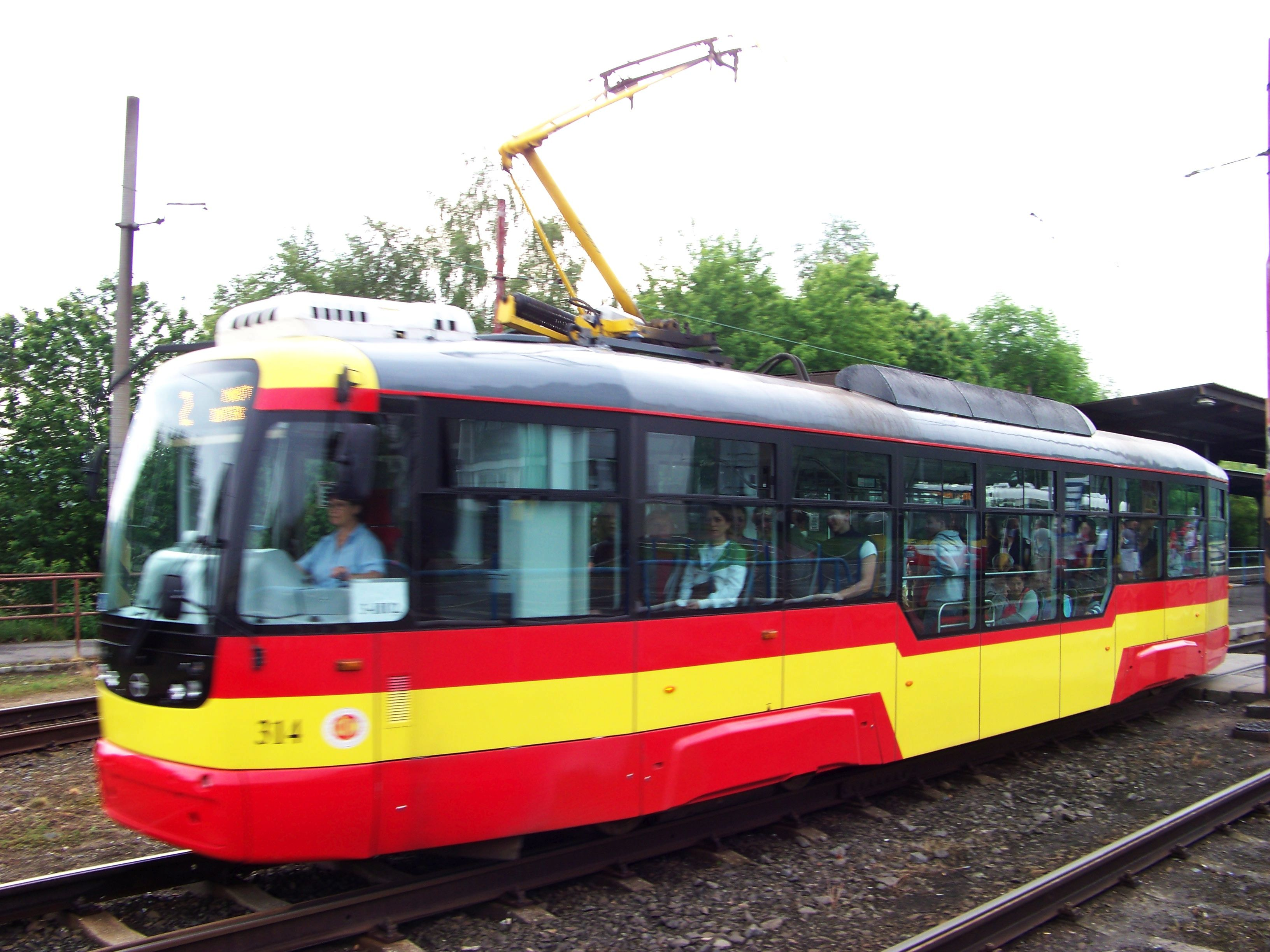
ヴァリオLF プラス（モスト、リトヴィーノフ（チェコ語版））
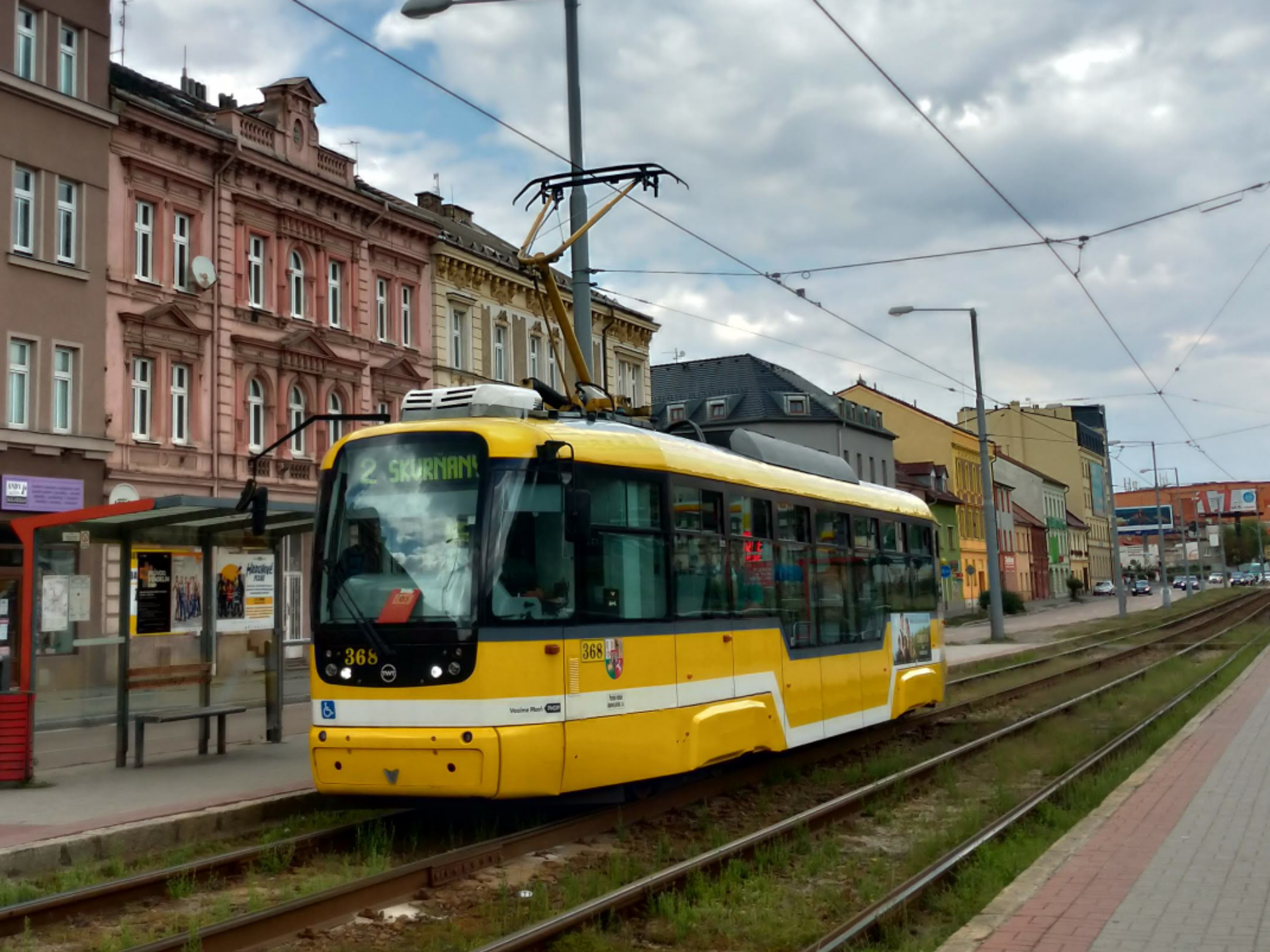
ヴァリオLF プラス（プルゼニ）
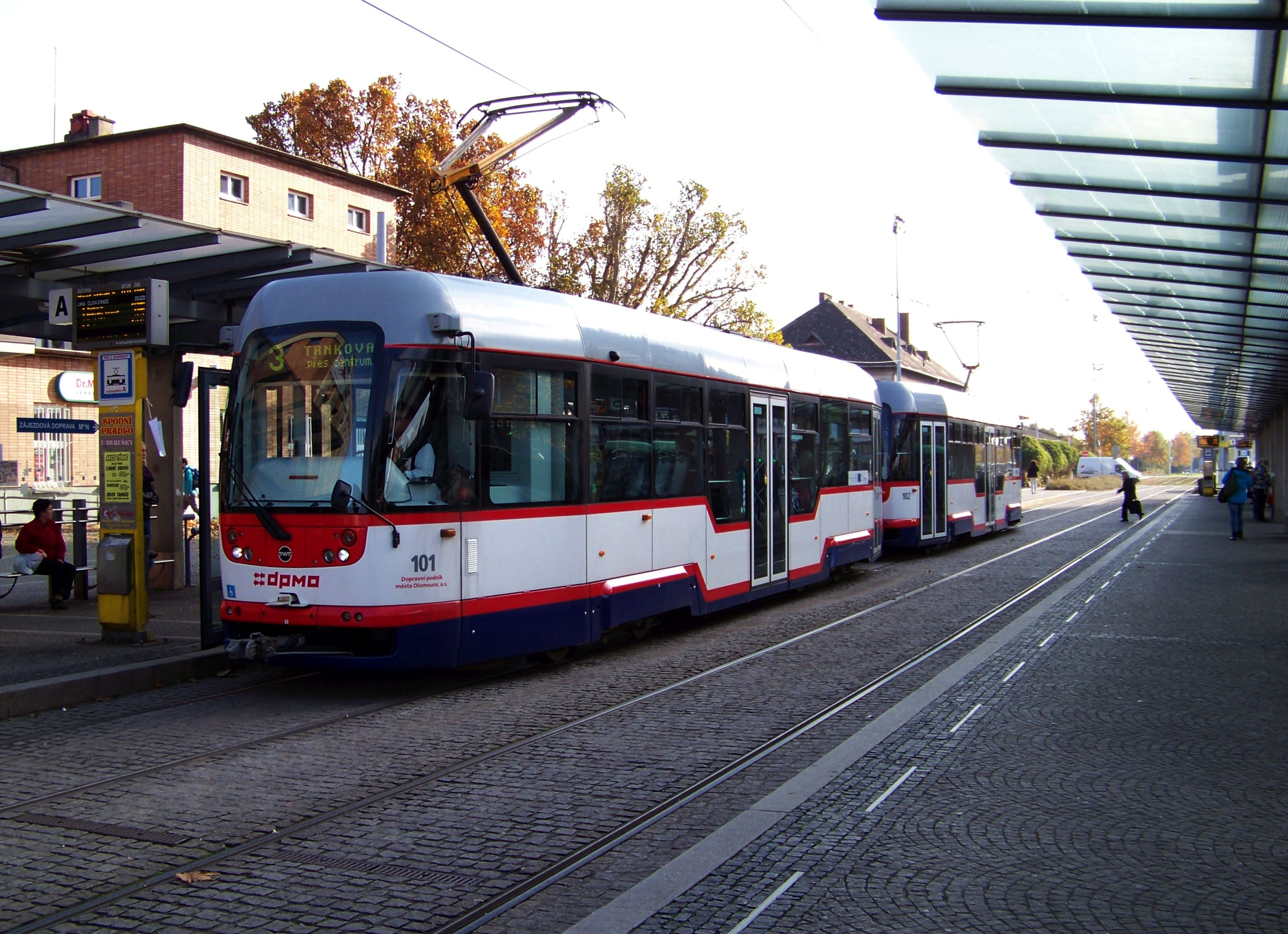
ヴァリオLF プラス/o（オロモウツ）